# Морроу, Бренден
Бренден Морроу (англ. Brenden Morrow; 16 января 1979, Кэрлайл, Саскачеван, Канада) — бывший профессиональный канадский хоккеист, крайний нападающий. Чемпион Олимпийских Игр 2010 года в составе сборной Канады.

## Юниорская карьера
В возрасте с 16 до 20 лет Морроу провёл 4 сезона в клубе «Портленд Уинтер Хокс», выступающем в Западной хоккейной лиге (WHL), одной из трёх крупнейших юниорских канадских хоккейных лиг. В 1998 году Бренден вместе с командой выиграл Мемориальный кубок — трофей победителю турнира с участием чемпионов всех трёх юниорских лиг текущего года. В финальном турнире юный форвард набрал 3 очка (гол и две передачи) в 4 матчах.
Трижды (1997, 1998, 1999) Морроу участвовал в Матче всех звёзд  WHL.

## Личная жизнь
20 июля 2002 года Морроу женился на Энн-Мари Карбонно. У пары трое детей: дочь Бриелль Маккензи (род. 02.07.2004) и близнецы - девочка Мэллори и мальчик Броди (род. 11.05.2008)

## Карьера в НХЛ

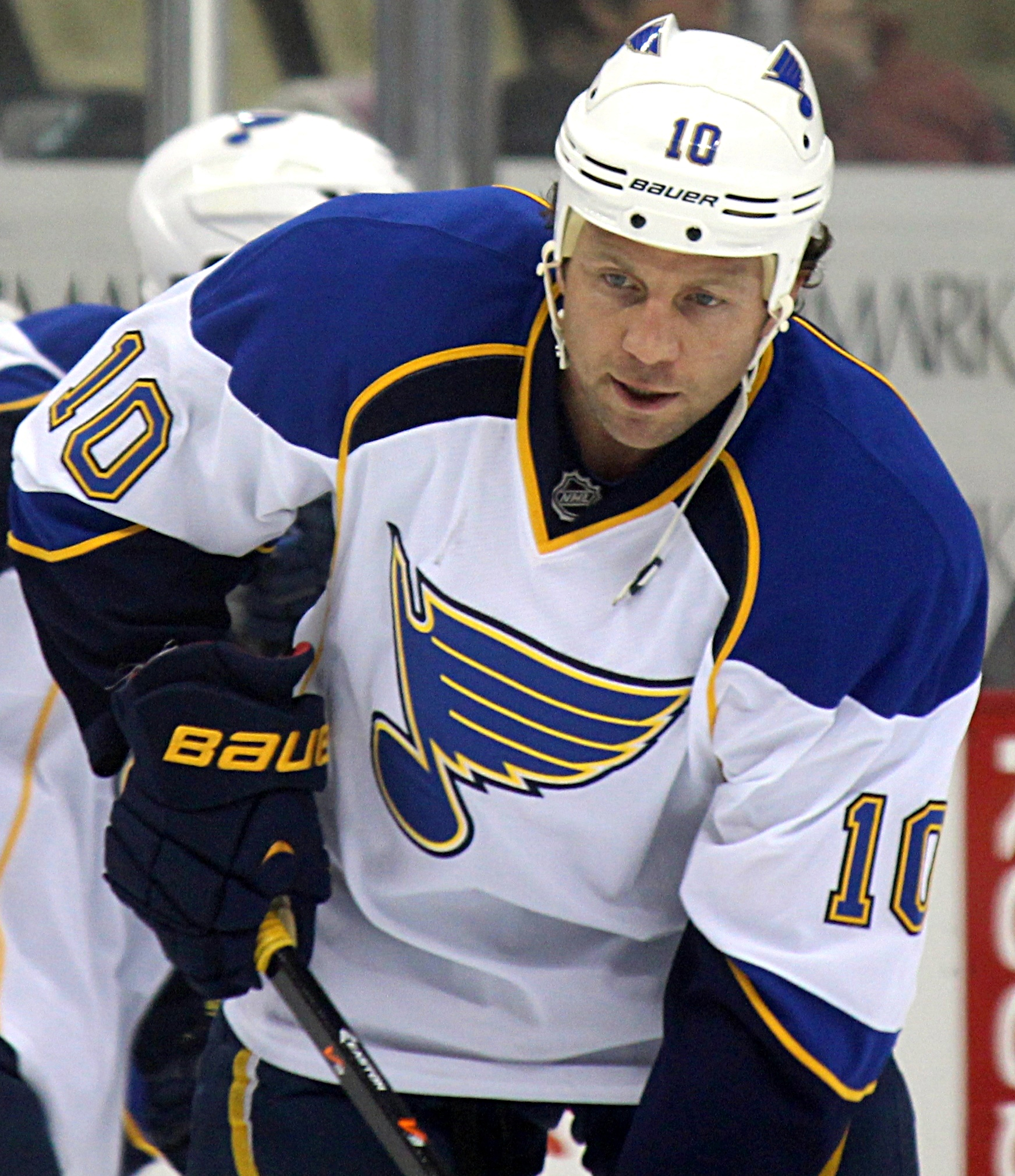
Бренден Морроу в составе «Сент-Луис Блюз» в марте 2014

В НХЛ Бренден был  задрафтован ещё в 1997 году, после своего второго сезона по юниорам. В первом раунде его взял клуб «Даллас Старз», под общим 25-м номером.

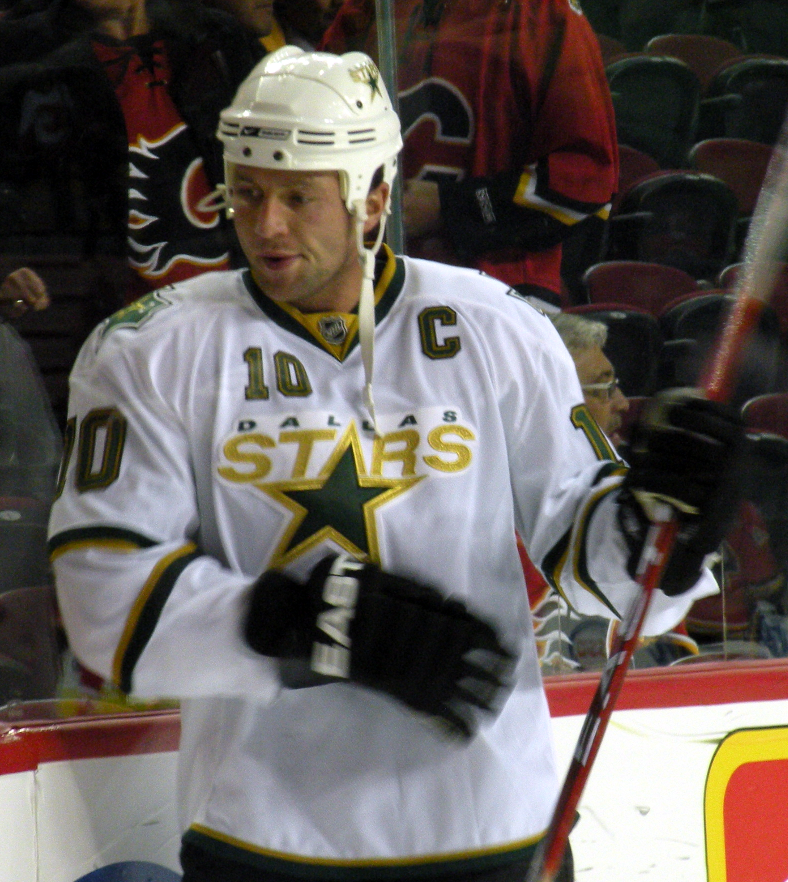
Большую часть своей карьеры Бренден Морроу провёл в «Даллас Старз»

Осень 1999 года стала точкой отсчёта профессиональной карьеры нападающего. Начав сезон в фарм-клубе «Далласа» — команде «Мичиган Кей-Уингз», вскоре Бренден получил шанс проявить себя в сильнейшей лиге Северной Америки. Его дебют в НХЛ состоялся 18 ноября 1999 в поединке «Старз» против «Филадельфии Флайерз», а уже в следующей игре против «Колорадо Эвеланш» он записал на свой счёт первые очки — гол и результативную передачу.
Всего в регулярном чемпионате 1999/2000 Морроу провел в главной команде 64 матча, в которых набрал 33 очка. Также он полностью отыграл весь плей-офф, в котором «Старз» дошли аж до финала (это до сих пор лучшее достижение Морроу как члена команды). Хорошее выступление было отмечено болельщиками и руководством клуба, и Брендену присудили звание «Новичок года».
Вслед за своим дебютным сезоном, вплоть до локаута 2004/2005, Бренден являлся одним из наиболее постоянных игроков основного состава «Далласа», играя не менее 70 матчей в каждом сезоне. Часто он выходил на лёд даже с мелкими травмами, а в плей-офф Кубка Стэнли 2000 года и вовсе играл со сломанной лодыжкой.
Во время локаута Морроу провёл 19 матчей за команду «Оклахома Сити Блейзерс» в чемпионате Центральной хоккейной лиги.
Первый послелокаутный сезон получился удачным для Брендена. Сыграв за «Даллас» в 81 матче, он установил личный рекорд по набранным очкам — 65 (23+42). Перед началом следующего сезона его назначили капитаном команды, вместо "пониженного в должности" Майка Модано. Причин такого хода руководства клуба было две. Во-первых, преследовалась цель передать лидерские функции более молодым членам команды, ведь результаты в последних розыгрышах Кубка Стэнли были малоудовлетворительными. Во-вторых, руководство хотело отблагодарить Брендена за преданность команде — он подписал новый долговременный контракт (на шесть лет), может быть, не на самых лучших для себя условиях, даже не дожидаясь предложений от других клубов. Ну и помимо этого, безусловно, достаточно высокий уровень мастерства, умение играть через боль и вести за собой партнеров делали его идеальным кандидатом на роль капитана.
К несчастью, первый сезон в новом качестве (сезон 2006/2007)был отмечен для Брендена довольно серьезной травмой, заставившей его пропустить 33 игры регулярного чемпионата. Однако уже в следующем году хоккеист отыграл все матчи команды в сезоне, набрал 74 очка (личный рекорд по сей день) и помог команде впервые за восемь лет выйти в полуфинал Кубка Стэнли.
В сезоне 2008/2009 Морроу получил серьёзную травму колена, которая позволила ему сыграть лишь в 18 матчах. «Даллас» без своего капитана стал играть довольно слабо, что в итоге не позволило команде попасть в плей-офф.

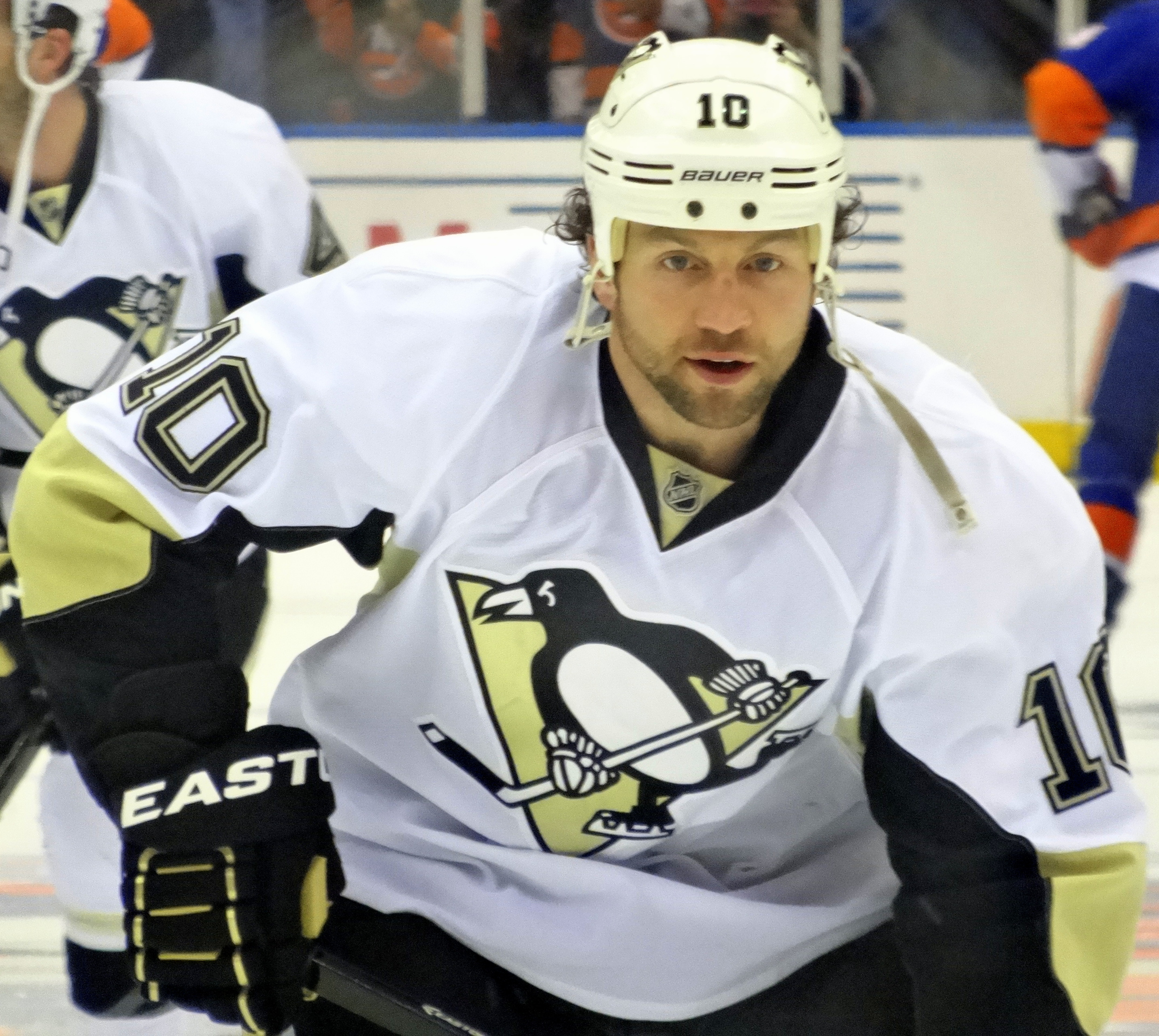
Морроу в составе «Питтсбург Пингвинз» во время Плей-офф Кубка Стэнли 2013

Летом 2012 года стали циркулировать слухи о том, что "Даллас" готовит трейд своего капитана. Причинами для этого был тот факт, что у Морроу оставался лишь один год по контракту с командой. Тем не менее, укороченный из-за локаута сезон 2012-2013 Морроу начал в "Старз". И все же незадолго до трейд-дедлайна Морроу сменил "Даллас" на "Питтсбург Пингвинз" в обмен на защитника Джо Морроу (однофамилец), а также выбор "Питтсбурга" в пятом раунде драфта 2013 года. В результате трейда Питтсбург также получил право выбора "Далласа" в пятом раунде 2013 года.
В 2013 году, в год 20-летия франчайза "Даллас Старз" Морроу был избран болельщиками Далласа в символическую сборную команды всех времен. Морроу, проведший семь лет с капитанской нашивкой на свитере, получил место во второй тройке этой символической сборной.
11 июля 2014 года Морроу подписал контракт с «Тампой-Бэй» сроком на один год, за который он заработал 1,55 млн долларов.
17 марта 2016 года объявил о завершении карьеры.

## Достижения
- Победитель розыгрыша Кубка мира 2004
- Чемпион мира: 2004
- Олимпийский чемпион: 2010

## Статистика
| Легенда | Легенда                    | Легенда | Легенда                   | Легенда | Легенда    |
| ------- | -------------------------- | ------- | ------------------------- | ------- | ---------- |
| И       | Количество проведённых игр | Штр     | Штрафное время            | +/−     | Плюс-минус |
| Г       | Голы                       | П       | Голевые передачи          | О       | Очки       |
| -       | Статистика неизвестна      | —       | Статистика не учитывалась |         |            |